# Otto Feuerlein

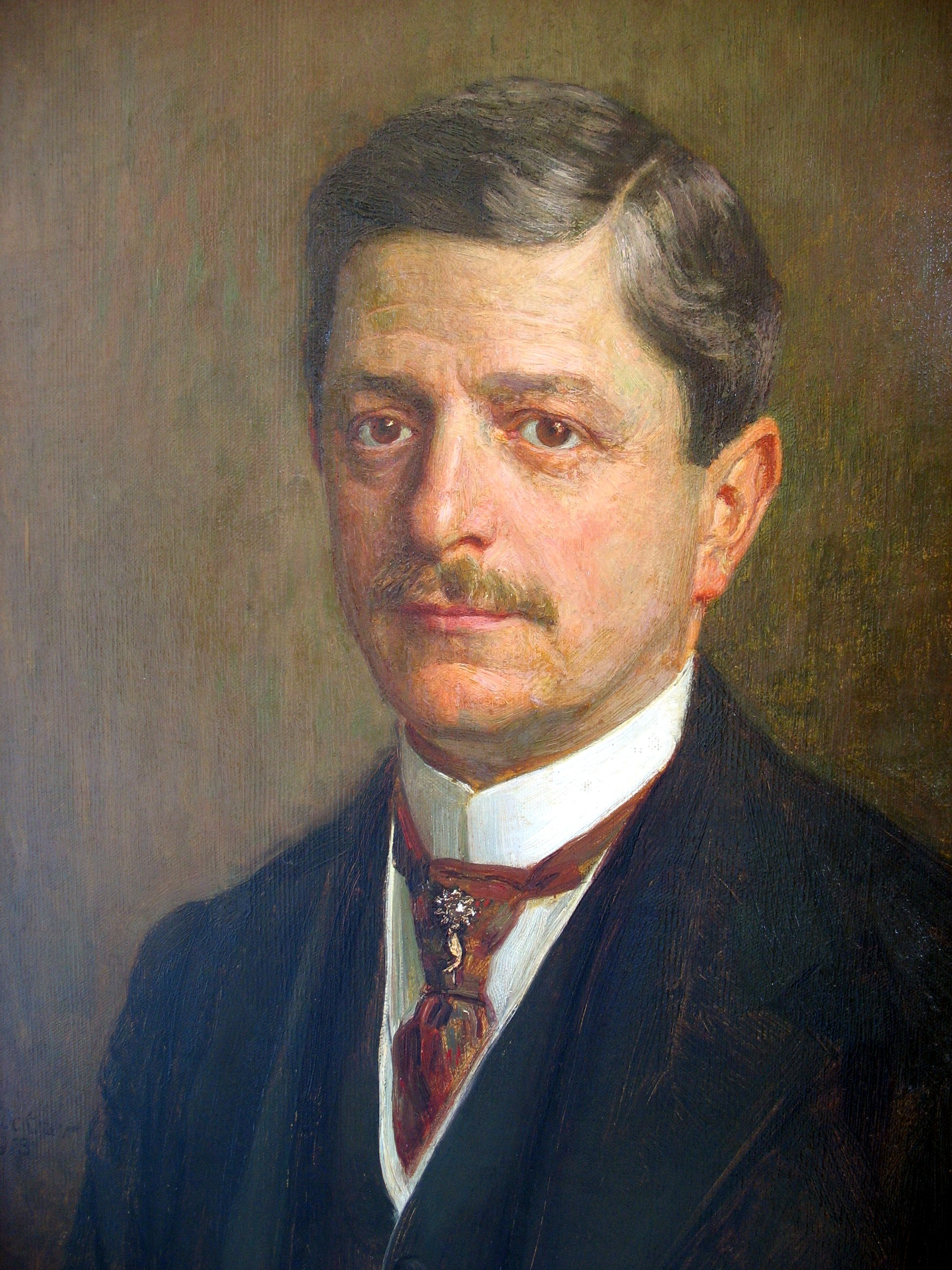
Otto Feuerlein, 1913

Otto Feuerlein (Sankt Gallen, 11 december 1863 – Berlijn, 19 mei 1930) was een Zwitsers natuurkundige, elektrotechnicus en pionier op het gebied van de gloeilampfabricage.

## Biografie
Feuerlein was de zoon van Otto Feuerlein (1822-1875) en Mathilde Ströbel (1824-1875) en had nog zes broers en zussen. Zijn vader was textielkoopman in Stuttgart, St. Gallen en Zürich en hield zich hoofdzakelijk bezig met de import van katoen uit Egypte. Van 1881 tot 1884 studeerde Feuerlein natuurkunde aan de universiteit van Stuttgart en promoveerde hij aan de Universiteit van Bazel. Van 1885 tot 1888 werkte hij als ingenieur bij de elektrotechnische fabriek Cannstatt.
In het jaar 1888 trad hij toe als ingenieur bij Siemens & Halske AG in Berlijn, waar hij de bouw begeleidde van de elektriciteitscentrales in Terni en Caïro. Verder bouwde en installeerde hij elektrische verlichtingssystemen in theaters en op tentoonstellingen, zoals de Berlijnse bedrijfstentoonstelling van 1896 en de wereldtentoonstellingen in Brussel (1897) en Parijs (1900).

### Gloeilamp
In 1902 kreeg Feuerlein de leiding over de gloeilampenfabriek van Siemens & Halske in Berlijn, waar hij op initiatief van Wilhelm von Siemens de taak kreeg om de kooldraadlamp – die sinds de uitvinding van Edison algemeen in gebruik was – wezenlijk te verbeteren. Reeds in 1898 had de Oostenrijkse wetenschapper Carl Auer von Welsbach een commercieel praktische gloeilamp ontwikkeld met osmium als filament. Zijn lampen waren veel beter dan de kooldraadlampen, maar vrij duur en moeilijk te produceren. Feuerlein ging op zoek naar goedkopere materialen met een vergelijkbaar hoog smeltpunt.
Het was Feuerleins collega, Werner von Bolton, die tijdens zijn onderzoek ontdekte dat het chemische element tantaal over de juiste eigenschappen beschikte om als gloeidraad gebruikt te worden. Daarnaast vond Feuerlein een oplossing tegen het doorhangen van de tantaaldraad, namelijk door de gloeidraad te ondersteunen met ophangdraden. Hierdoor kon de lamp in iedere positie branden. Een methode die later in alle metaaldraadlampen zou worden toegepast.
In januari 1905 kon de tantaallamp bij Siemens in productie worden genomen en werd de lamp op de elektrotechnisch tentoonstelling in Berlijn geïntroduceerd. De jaren daarop hield Feuerlein zich bezig met belangrijke verbeteringen van de tantaallamp en bemoeide hij zich met het patenteren van zijn vorderingen.
In acht reizen door de Verenigde Staten wisselde hij ervaringen uit met Amerikaanse ingenieurs en wetenschappers, waarbij hij ook het laboratorium van Edison in West Orange bezocht. Na 1910 werd de tantaallamp op zijn beurt verdrongen door de wolfraamgloeilamp van General Electric-technicus William David Coolidge.

## Latere jaren
In 1888 was hij in huwelijk getreden met de in Cannstatt geboren Sophie Kuhn (1866-1947), met wie hij twee dochters kreeg. Van 1908 tot 1919 was Feuerlein lid in de directiestaf van Siemens & Halske AG. Na de Eerste Wereldoorlog bundelen de Duitse bedrijven Siemens & Halske, Deutsche Gasglühlicht AG en AEG de fabricage van gloeilampen in een nieuw opgericht bedrijf, Osram GmbH. Feuerlein neemt de bedrijfsleiding op zich tot aan zijn pensionering in 1923.